# Circaeaster agrestis
Circaeaster agrestis es una especie de planta con flor y la única especie del género Circaeaster perteneciente a la familia Circaeasteraceae. 

## Descripción
Es una planta herbácea pequeña, glabra; de zonas templadas del noroeste de Himalaya al noroeste de China y de Japón.

## Taxonomía
Circaeaster agrestis fue descrita por Carl Johann Maximowicz y publicado en Bulletin de l'Academie Imperiale des Sciences de St-Petersbourg 27(4): 556–558. 1881.